# Maisonneuve (IMOCA)
Pour les articles homonymes, voir Maisonneuve.
Le voilier Galileo de la classe IMOCA est mis à l'eau en juin 2005. Il est dessiné par Angelo Lavranos et a été construit par les chantiers Artech do Brasil.
Il a successivement porté les noms de Galileo, Maisonneuve, Foresight Natural Energy et Merci et été skippé par Walter Antunes, Jean-Baptiste Dejeanty, Conrad Colman et Sébastien Destremau.
Ce bateau a été inscrit à trois Vendée Globe : en 2008-2009, en 2016-2017 et en 2020-2021.

## Historique
Galileo est construit au Brésil par Artech do Brasil sur plans Lavranos/Artech Design Team pour le skipper brésilien Walter Antunes en vue du Vendée Globe 2008-2009. Il participera seulement à la Transat Jacques-Vabre 2005 sous ce nom, skippé par Walter Antunes et Raphaël Coldefy. Lors de cette course, une avarie de vit de mulet les contraint à faire escale à Vigo pour réparer. Ils terminent à la 11e place de la Transat.
Jean-Baptiste Dejeanty rachète ce bateau en 2006 avec le sponsor Maisonneuve et le soutien de la région Basse Normandie. Il participera avec à la route du rhum 2006 qu'il termine à la 9e place, à la Transat Jacques Vabre 2007 en duo avec Hervé Laurent et finira 11e, à la Transat B to B 2007 (10e) et au Vendée Globe 2008-2009 ou il devra revenir aux Sables-d'Olonne le lendemain du départ pour repartir une semaine plus tard et finalement abandonner dans l'océan Indien le 16 décembre 2008 à cause d'avaries multiples.
Le bateau est vendu en 2015 à Conrad Colman qui a l'objectif de faire le Vendée Globe sans utiliser d'énergie fossile sous le nom Foresight Natural Energy. Il obtient la 12e place dans la Transat New York-Vendée - Les Sables-d'Olonne puis participe au Vendée Globe 2016-2017, réalisant ainsi son rêve. Lors de ce dernier Foresight Natural Energy démâte le 10 février au large du Portugal et Conrad Colman poursuit sous gréement de fortune pour rallier l'arrivée à la 16e place le 24 février 2017.
En mars 2019, le voilier est mis aux enchères avec une mise à prix fixée à 50 000 €. Sébastien Destremau en fait l'acquisition en fin d'année 2019, son voilier de l’édition 2016 étant rendu obsolète par le nouveau règlement de la course. Il est inscrit au Vendée Globe 2020-2021 sous le nom Merci. Pendant la plus grande partie de la course, il occupe le classement entre les vingt-cinquième et trentième place, puis est contraint à l'abandon le 16 janvier 2021, au large de la Nouvelle-Zélande, à la suite d'une accumulation d'avaries. Sa quille hydraulique, son bout-dehors et notamment son pilote automatique sont défaillants. Les réparations qu'il met en œuvre ne suffisent pas pour poursuivre raisonnablement dans l'océan Pacifique.

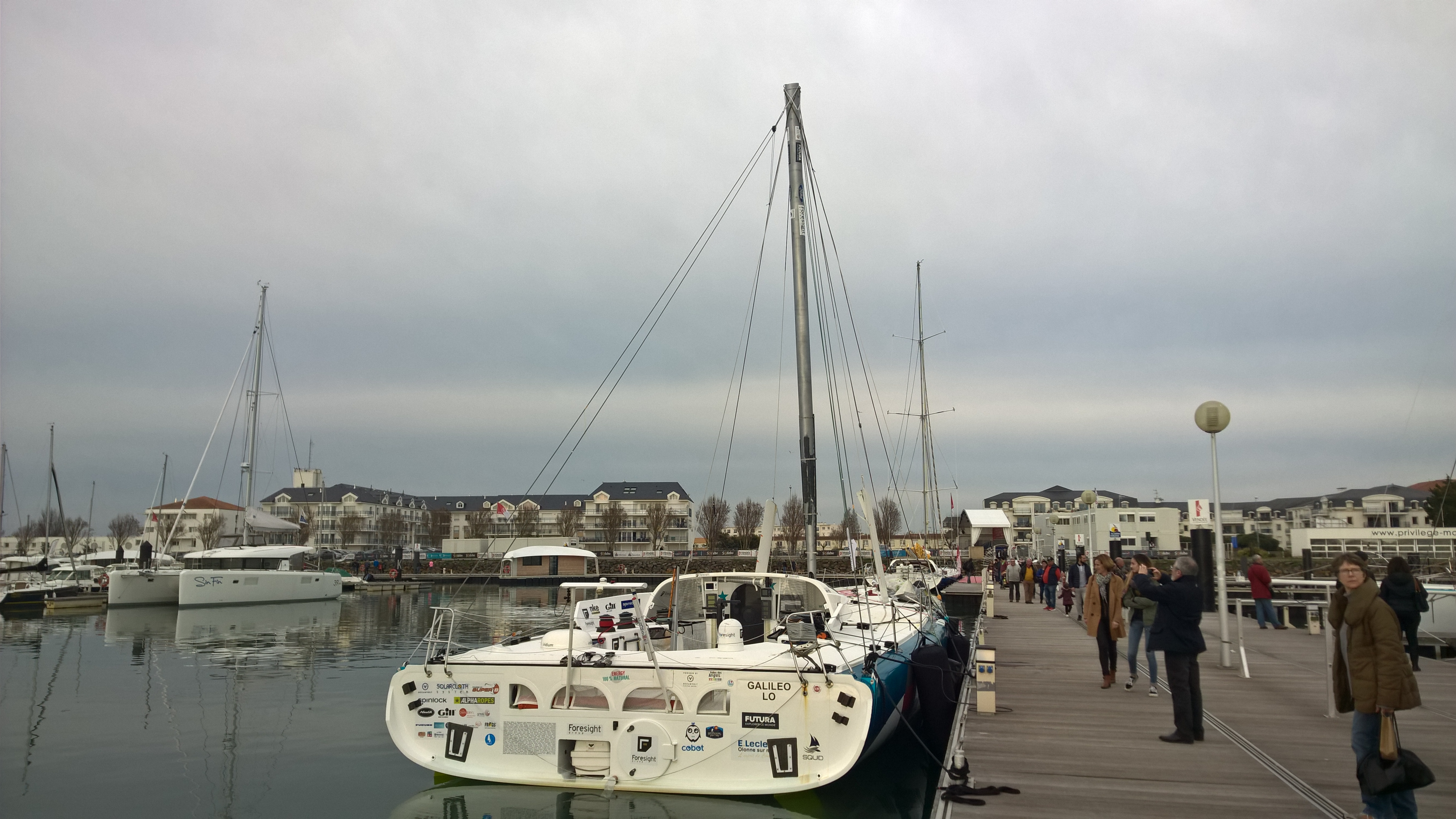
Foresight Natural Energy en 2017, aux Sables-d'Olonne.
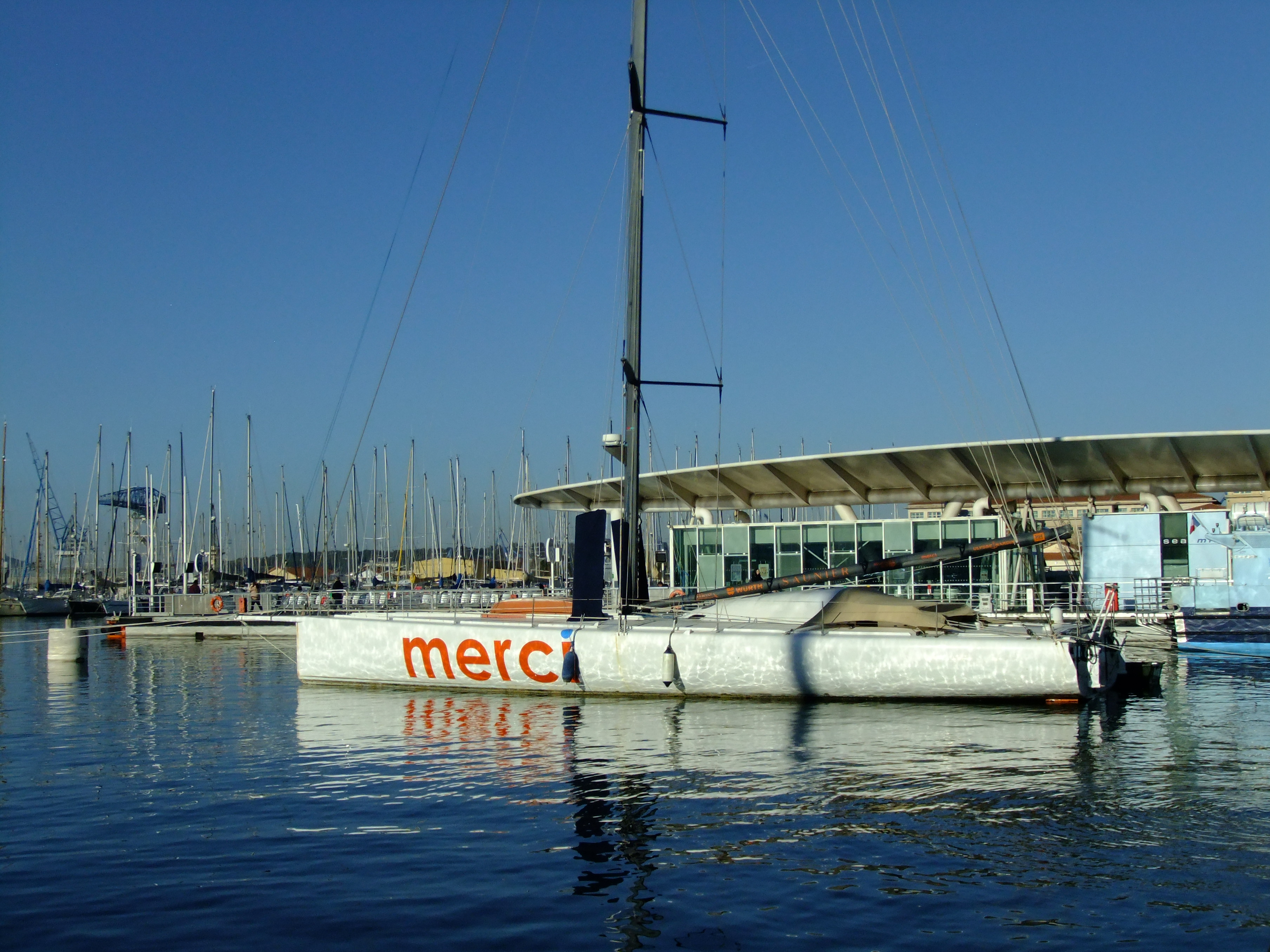
Merci en 2023, à Toulon.

## Palmarès

### Galileo(Walter Antunes)
- 11e de la Transat Jacques-Vabre 2005 skippé par Walter Antunes et Raphaël Coldefy

### Maisonneuve(Jean-Baptiste Dejeanty)
- 9e de la Route du Rhum 2006
- 11e de la Transat Jacques-Vabre 2007 avec Hervé Laurent
- 10e de la Transat B to B 2007
- Abandon dans le Vendée Globe 2008-2009[3]

### Foresight Natural Energy(Conrad Colman)
- 12e de la Transat New York-Vendée - Les Sables-d'Olonne 2016
- 16e du Vendée Globe 2016-2017

### Merci(Sébastien Destremau)
- Abandon dans le Vendée Globe 2020-2021[13]